# تشيب كوكس
تشيب كوكس (بالإنجليزية: Chip Cox)‏ هو لاعب كرة قدم كندية أمريكي، ولد في 24 يونيو 1983 في كولومبوس في الولايات المتحدة.